# Ale de la Puente
Ale de la Puente (Ciudad de México, 1968) es una artista, escritora y curadora mexicana. Sus obras han sido merecedoras de exposiciones individuales y colectivas tanto en México como en el extranjero.
Su obra explora y desarrolla temáticas sobre el tiempo, el espacio y la memoria con la ayuda de aproximaciones tecnológicas, científicas y filosóficas. Utiliza diversos medios y materiales : dibujo, video, escultura, fotografía, sonido y objetos re-contextualizados.

## Trayectoria

### Estudios
Los primeros estudios de Ale de la Puente fueron en Diseño industrial en la Universidad Iberoamericana, originalmente la artista tenía intenciones de aprender diseño escenográfico pero la escuela no pudo proporcionarle estas materias por lo que se especializó en diseño textil donde encontraría los paradigmas entre el arte y el diseño, así como la noción de exposición, teniendo su primera exposición colectiva en el Museo Rufino Tamayo (1990). El aprendizaje de múltiples materiales la llevó a estudiar posteriormente Joyería,Orfebrería y Herrreria en la Escuela Massana de Artes y Oficios ubicada en Barcelona, España (2000). Después de viajar por países como Inglaterra, Australia, Tasmania y Estados Unidos , al mismo tiempo de producir obra y experimentar con la memoria por medio de la hipnosis, ingresó a The Arques School en Sausalito,California para aprender construcción naval.

### Distinciones
Durante sus estudios y posterior a estos recibe varias becas, menciones y distinciones entre las que destaca:
- FONCA Jóvenes creadores 1996-97 y 2002-03.

- The Pollock-Krasner Foundation 1990-2000.
- SIVAM Premio de Artes Visuales 2006
- Centro Multimedia de CNART Beca de producción 2010.
- Mención Honorífica  Colide@ Ars Electronica 2013.

A partir del 2018 es parte del Sistema Nacional de Creadores de Arte FONCA.

## Exposiciones
- 2018 [CUANDO LOS TIEMPOS SE SUMAN] Galería Manuel Felguérez CMM
- 2017 Horizonte de los Eventos, Fotomexico, Galería Jardín Borda, Cuernavaca, Morelos.
- 2016 el primer deseo… PROYECTO LIQUIDO. Deseo. Intervención al cielo de la Ciudad de México Imaginar el universo… (en 5 movimientos) Planetary Ka’Yok Cancún, Q. Roo. Mx. Por aquí… Por allá… KOSMICA_MX, Cosmovitral, Toluca, Edo de México. Mx. 00:00’00” - 00:00’01” Nora Sotres Galería, Ciudad de México.

- 2014 Performance Galia Eibenschutz y Ale de la Puente ...estrella, fortuna, luz, luna, espejo,mirada, centro, ajeno, galaxia, universo, distancia, ...nostalgia, KOSMICA, Laboratorio Arte Alameda .

- 2013 “(tres puntos) ...de vista,” Inés Barrenechea, Madrid, España.
- 2010 “siempre, ...fragmento.” Kbk arte contemporáneo, México D.F.
- 2010“...cuanto cuento, ya no cuenta!!!” EL Clauselito, Museo de la Ciudad de México, D.F.
- 2009 “...sobre los títulos,” Casa Vecina, México D.F
- 2008 “...y entonces?” Kbk Arte Contemporáneo, México D.F.
- 2006 “Erase una vez, ...un gigante pequeño.” Celda Contemporánea, UCSJ México D.F.

- 2004 “el día navega, siempre en el límite, de un instante” Kbk Arte Contemporáneo, México D.F.[5]

En el 2018 " Los pies en el agua y la mirada en las estrellas, esperando el relámpago" fue expuesta en el Laboratorio Arte Alameda, es la muestra de siete años de investigación de la artista en colaboración con el Instituto de Astronomía de la UNAM y el CERN con la participación del Centro Multimedia del CENART. El eje principal de esta obra es la pregunta por el tiempo, tema que ya ha tocado con anterioridad, así como la búsqueda por el centro terrestre, de esta exposición surgió un libro con el mismo nombre.